# Arantxa Aguirre
Arantxa Aguirre Carballeira (nascida em 1965) é uma cineasta e roteirista espanhola especializada em documentários. É filha do famoso diretor de cinema espanhol Javier Aguirre e da atriz espanhola Enriqueta Carballeira.
Seu filme mais conhecido é talvez Dancing Beethoven, que foi indicado ao Prêmio Goya em 2017. Trata-se da criação de um balé ao som da Nona Sinfonia de Beethoven. A coreografia é de Maurice Béjart. Aguirre havia feito um filme anterior sobre o legado de Béjart chamado El esfuerzo y el ánimo.
Em 2018 ela lançou El amor y el muerte. Este filme sobre o compositor Enrique Granados leva o título de uma peça de sua suíte para piano Goyescas. Apresenta notáveis intérpretes da música como Rosa Torres-Pardo e Evgeny Kissin.

## Filmografia
- 2018 El amor y el muerte. Direção. LOPEZ-LI FILMS, S.L e RTVE;[4][6]
- 2017 La zarza de Moisés. Direção e roteiro. ELS JOGLARS;[7]
- 2016 Dancing Beethoven. Direção e roteiro. LOPEZ-LI FILMS, S.L. e FONDATION BÉJART BALLET LAUSANNE;
- 2015 Una rosa para Soler. Direção e roteiro. LOPEZ-LI FILMS, S.L.;[8]
- 2012 Nuria Espert: Una mujer de teatro. Direção. ACCIÓN CULTURAL ESPAÑOLA;[9]
- 2012 Juan y Teresa. Direção e roteiro. LOPEZ-LI FILMS, S.L.;
- 2011 An american swan in Paris. Direção e roteiro. LOPEZ-LI FILMES, S.L.;[10]
- 2009 El esfuerzo y el ánimo. Direção e roteiro. LOPEZ-LI FILMES, S.L.;[11]
- 2006 Hécuba: Un sueño de pasión. Roteiro. Co-direção com José Luis López-Linares. LOPEZ-LI FILMES, S.L.[12]
- 2008 Un ballet para el siglo XXI. Roteiro e direção. EMPRESA MUNICIPAL PROMOCIÓN MADRID, S.A.;[13]
- 2003. Un instante en la vida ajena (2003) Co-roteiro com Javier Rioyo e Mauricio Villavechia. LOPEZ-LI FILMES, S.L..[14]